# Кольонія-Богорія
Кольонія-Богорія (пол. Kolonia Bogoria) — село в Польщі, у гміні Богорія Сташовського повіту Свентокшиського воєводства.
Населення — 254 особи (2011).
У 1975-1998 роках село належало до Тарнобжезького воєводства.

## Демографія
Демографічна структура на день 31 березня 2011 року:
|          | Загалом | Допрацездатний вік | Працездатний вік | Постпрацездатний вік |
| -------- | ------- | ------------------ | ---------------- | -------------------- |
| Чоловіки | 122     | 30                 | 84               | 8                    |
| Жінки    | 132     | 26                 | 80               | 26                   |
| Разом    | 254     | 56                 | 164              | 34                   |